# Tra due fuochi (romanzo)
Tra due fuochi (A World Between) è un romanzo di fantascienza del 1979 di Norman Spinrad.

## Trama
Il pianeta Pacifica è un mondo dalle caratteristiche rare ed affascinanti. Non sono però unicamente le sue bellezze naturali incontaminate, i suoi pescosi fiumi e i suoi placidi mari a farne una meta irrinunciabile, ma soprattutto gli accoglienti e cordiali abitanti.
I Pacificani sono stati capaci di costruire, in seguito alla colonizzazione del pianeta, una società dai tratti semplici ma al contempo altamente civilizzata e molto equilibrata, al limite dell'utopia. La loro è una democrazia diretta in cui tutti i cattadini partecipano alle decisioni attraverso l'esercizio del voto elettronico, in tempo reale, grazie al collegamento telematico.
Il grande sviluppo dei media ha fatto di Pacifica il centro nevralgico dei mass media tra tutti i pianeti collegati alla rete: l'industria dei media garantisce di fatto la risorsa più esportata, attraverso la produzione di programmi di largo consumo, come ad esempio quelli prodotti a Godzillaland, dove vengono girati film con la partecipazione di veri dinosauri.
La popolazione del pianeta è aperta e tollerante; il rapporto di potere tra i sessi è anch'esso equilibrato, con una leggera prevalenza femminile.
Su questo vero e proprio eden apparentemente così prossimo alla perfezione si stanno tuttavia addensando minacciose nubi dallo spazio.
Si tratta di due grandi astronavi in rapido avvicinamento da direzioni diverse, ognuna delle quali - seppure priva di armamenti - porta il seme della distruzione della libera società di Pacifica.
I seguaci della Scienza Trascendentale, con la scusa di condividere con i Pacificani le proprie avanzatissime scoperte scientifiche, mirano ad instaurare una società di tecnocrati a forte prevalenza maschile, come hanno già fatto su molti altri pianeti, senza mai fallire. 
Le Femocratiche sono portatrici, all'opposto, di un'ideologia che nel corso del tempo ha condotto quasi ovunque alla supremazia femminile, con la riduzione dei maschi ad un ruolo marginale, fino ad uno stato di semi schiavitù.
A dover fronteggiare, all'improvviso, la duplice minaccia si trovano Carlotta Madigan e Royce Lindblad, ovvero la presidentessa di Pacifica e suo marito, che riveste il ruolo di ministro dei Media.
La singolare coppia di protagonisti dovrà difendersi non solo dalla minaccia esterna ma perfino dai dissidi coniugali che l'impatto con queste nuove ideologie sessiste farà esplodere ovunque nella tranquilla società pacificana. Ben presto il pianeta Pacifica, bombardato con abili trasmissioni propagandistiche dalle opposte fazioni, si troverà sull'orlo di una inedita guerra civile.

## Temi
I temi sociali rilevanti affrontati nel romanzo sono due, la discriminazione sessuale ed il potere dei mass media. La prima questione - che attualmente si definisce meglio con pari opportunità, nel periodo nel quale fu scritto il romanzo (gli anni settanta del XX secolo), era vissuta in modo più conflittuale, e nel romanzo è drammatizzata come una vera guerra dei sessi.
Il secondo è un tema rimasto di attualità, in particolare per l'uso sempre più pervasivo che viene fatto della televisione per scopi politici.

## Edizioni
- Norman Spinrad, A World Between, 1979.
- Norman Spinrad, Tra due fuochi, traduzione di Roberta Rambelli, collana SF Narrativa d'Anticipazione n° 29, Editrice Nord, 1982,  p. 332, ISBN 88-429-0634-4.
- Norman Spinrad, Tra due fuochi, traduzione di Roberta Rambelli, collana Cosmo Argento n° 300, Editrice Nord, 1999,  p. 332, ISBN 88-429-1094-5.